# Syncom (satelliet)
Het Syncom-project was een Amerikaans ruimtevaartprogramma uit het begin van de jaren zestig. De naam was een afkorting van synchronous communication satellite. Doel van het project was, om een kunstmatige satelliet in een geostationaire baan te brengen ten behoeve van experimentele telecommunicatieve doeleinden.

## Ontstaansgrond van het project

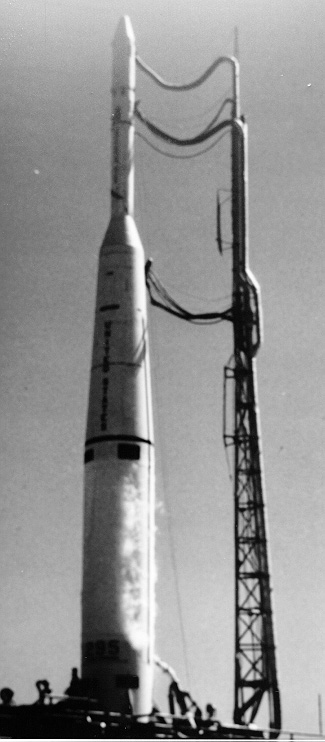
Een Thor Delta raket in 1961

De communicatiesatellieten die tot dan toe waren gelanceerd hadden een groot nadeel: ze bewogen ten opzichte van de Aarde. Dit hield in dat ze vroeg of laat achter de horizon verdwenen en het contact tussen twee punten werd verbroken. Er was wel een oplossing voor: vele kunstmanen in een lage baan lanceren. Maar dat betekende dat men doorlopend ontvangstantennes op de grond zou moeten bijstellen om al die satellietsignalen goed te kunnen volgen. Bovendien moesten zulke antennes door kostbare volgcomputers worden aangestuurd.
Het alternatief was om een sonde in een dermate hoge baan te schieten, dat deze even snel bewoog als de Aarde en voor een waarnemer op de grond dus niet beweegt. Bijkomende voordelen hiervan zijn dat men niet zoveel dure kunstmanen nodig heeft en men ontvangstantennes slechts eenmaal hoeft in te stellen. Voorwaarde is wél, dat de inclinatie 0° bedraagt; een geostationaire kunstmaan die zich bijv. over de Noord- en Zuidpool beweegt verliest men anders toch uit het oog.

## Contract
De Hughes-fabrieken wisten in augustus 1961 de hand te leggen op een contract ter waarde van vier miljoen dollar. Het contract behelsde de bouw van drie satellieten die in een geosynchrone baan moesten worden gebracht, hun positie aldaar konden vasthouden en experimenten uitvoeren.
Deze eerste drie Syncom-sondes hadden, zoals alle kunstmanen uit die tijd, naar moderne begrippen zeer bescheiden afmetingen, gewicht en prestaties; de draagraketten waarover men beschikte waren simpelweg te zwak voor zwaardere lasten. Men haalde al opgelucht adem als de lancering überhaupt slaagde en de raket niet voortijdig ontplofte op het lanceerplatform of binnen een half uur weer naar beneden kwam.
Het was in de tijd van de Koude Oorlog, beide kanten liepen liever niet te koop met hun mislukkingen. Met name de Sovjet-Unie slaagde erin, zoals tientallen jaren later bleek, om tal van mislukte lanceringen in de begintijd van de ruimtevaart voor de buitenwereld verborgen te houden.

## Specificaties
Syncom 1, 2 en 3 waren cilindervormige kunstmanen van 39 cm hoogte. De diameter bedroeg 71 cm en volgetankt met brandstof wogen ze 68 kg. Ze beschikten over een vaste-brandstofraket om hun geostationaire baan te bereiken; diens straalpijp meegerekend bedroeg de hoogte 64 cm. Het ruimtevaartuig beschikte over 3840 zonnecellen, die maximaal 29 watt energie leverden. De satelliet bevond zich 99% van de tijd in het zonlicht, daarnaast installeerde men oplaadbare nikkel-cadmium accu's aan boord.
Het overgrote deel van het interne volume werd ingenomen door de brandstoftanks en verbrandingskamer voor de ingebouwde raketmotor. Verder bouwde men nog twee waterstofperoxide- en stikstoftanks in voor de stuurraketten. De rest van de beschikbare ruimte werd in beslag genomen door het boordinstrumentarium. De capaciteit was uiterst miniem: er kon slechts één telefoongesprek worden overgeseind. Ze werden gelanceerd met een Thor-Delta-raket.

### Syncom 1

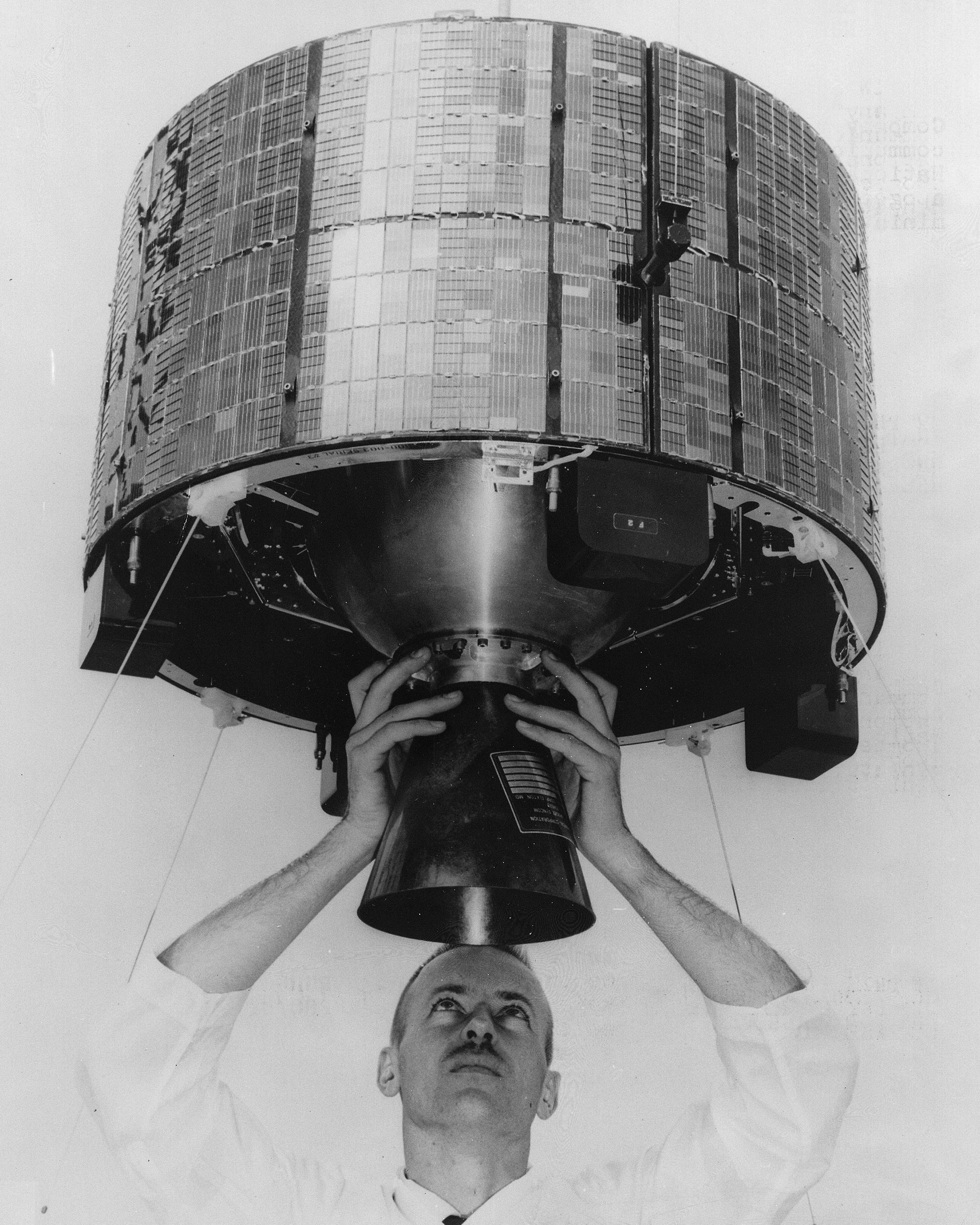
Model van de Syncom 1

Syncom 1 werd gelanceerd op 14 februari 1963. Hij kwam in een omloopbaan met een perigeum van 34 228 km en een apogeum van 36 974 km. De inclinatie was 33,51° en een omwenteling duurde bijna een dag: 1426½ minuten, dus 23 uur en 46½ minuut. Deze kunstmaan bevond zich dus niet in een geostationaire baan. Na vijf uur testen na de lancering gaf het grondstation opdracht de vaste brandstof-raket te ontsteken om de geosynchrone baan te bereiken. Dit zou 20 seconden moeten duren; dit lukte weliswaar, maar daarna werd het contact verbroken. Pogingen om dit te herstellen faalden. Ten slotte moest NASA toegeven dat Syncom 1's missie was mislukt.

### Syncom 2

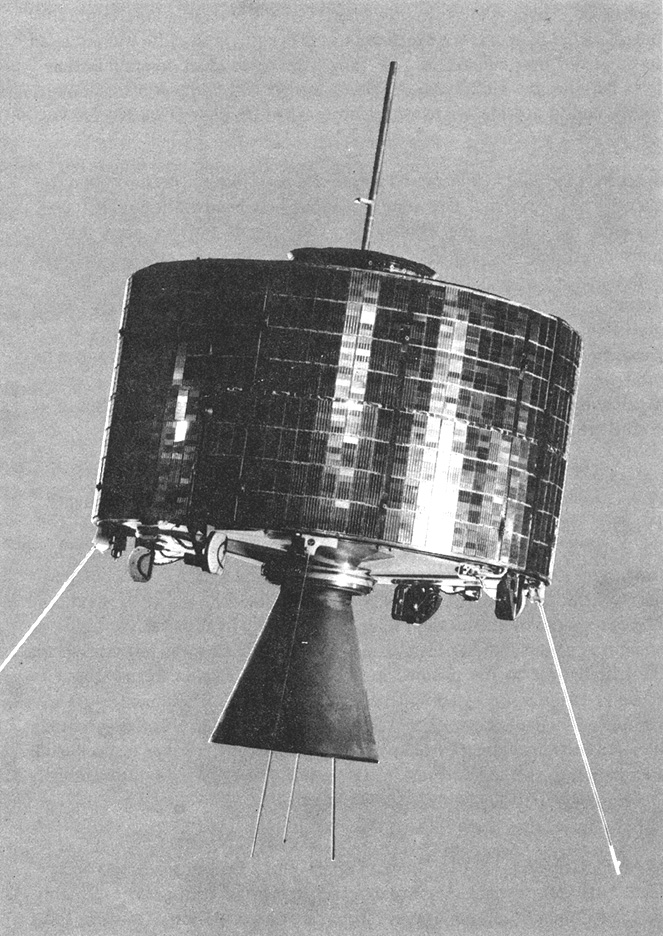
Syncom 2

Zijn opvolger, de identieke Syncom 2 werd gelanceerd op 26 juli 1963 en begon zijn missie op 16 augustus 1963. Dit was de eerste geosynchrone satelliet uit de geschiedenis van de ruimtevaart. Weliswaar draaide hij in ± 1454 minuten rond de Aarde, maar met een inclinatie van ruim 33° "zwabberde" deze kunstmaan nog steeds aan de hemel. Er werden diverse testen uitgevoerd met het overbrengen van telefoongesprekken en dataverkeer. Op 1 januari 1965 nam het Ministerie van Defensie deze satelliet over.

### Syncom 3
Syncom 3 werd gelanceerd op 19 augustus 1964. De nuttige lading (exclusief brandstof) woog 39 kg en hiermee voerde men testen uit op de microgolf tussen Noord-Amerika en westelijk deel van de Stille Oceaan. Doordat deze kunstmaan een grotere bandbreedte had dan zijn voorganger, kon men tevens experimenteren met televisie-uitzendingen. De sonde parkeerde men even boven de evenaar, vlak bij de internationale datumlijn, en deze zond o.a. de openingsceremonie van de Olympische Spelen in Tokio over. Verder gebruikte het leger de sonde om in contact te komen met de troepen in Vietnam.
In eerste instantie had de sondebaan nog een inclinatie van 16°, maar na een serie manoeuvres nog slechts 0,1°. Deze koerscorrecties waren voltooid op 23 september. Het perigeum was 35 670 km, het apogeum 35 908 km en de omlooptijd ruim 1407 minuten. Hiermee was Syncom 3 de allereerste geostationaire satelliet in de geschiedenis van de ruimtevaart. In april 1969 werd de kunstmaan uitgeschakeld.

### Huidige situatie
De Syncom 1, 2 en 3 draaien nog steeds in een baan om de Aarde.

## Leasat (Syncom 4-serie)

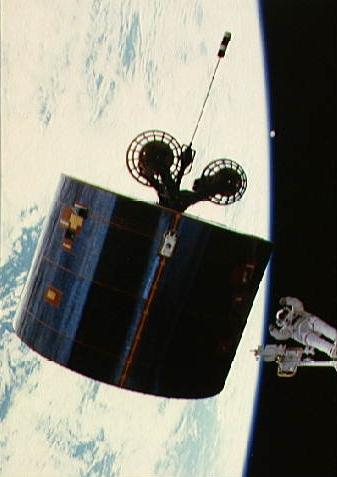
Leasat 3

Leasat ("Leased Satellite") ging van start in 1978, de eerste satelliet in deze serie werd operationeel in 1984. Qua capaciteit is dit type kunstmaan zijn voorgangers uit de pioniersjaren van de ruimtevaart ver voorbijgestreefd. Met een hoogte van 6,17 m een diameter van 4,26 m en een gewicht van 1388 kg beschikt deze klasse over aanzienlijk meer capaciteit dan de oorspronkelijke Syncom. Hun zonnepanelen zijn na zeven jaar dienst nog steeds in staat om minimaal 1238 watt op te wekken. Van de drie accu's kan er eentje uitvallen zonder dat het dataverkeer er hinder van ondervindt.
Er werden vijf Leasats gebouwd, waarvan men er zekerheidshalve één achter de hand hield als reserve bij onvoorziene omstandigheden. Dit bleek wel nodig ook: Leasat 4 zweeg een week na lancering plotsklaps in alle talen, waarna Leasat 5 werd gelanceerd.
De Leasats werden met de Space Shuttle naar een lage baan vervoerd, waarna een licht explosief een veer vrijmaakte die de kunstmaan snelheid en stabiliteit gaf om zich van de Shuttle te verwijderen. Boosterraketten zorgden er vervolgens voor dat de gewenste geostationaire baan werd bereikt.

### Lanceerdata Leasat
De Leasat 1 staat ook wel bekend als Syncom 4 1, Leasat 2 als Syncom 4 2 enz.
- Leasat 1: 31 augustus 1984[10]
- Leasat 2: 10 november 1984[11]
- Leasat 3: 12 april 1985[12]
- Leasat 4: 29 augustus 1985[13]
- Leasat 5: 9 januari 1990[14]